# 牛頭角浸信會

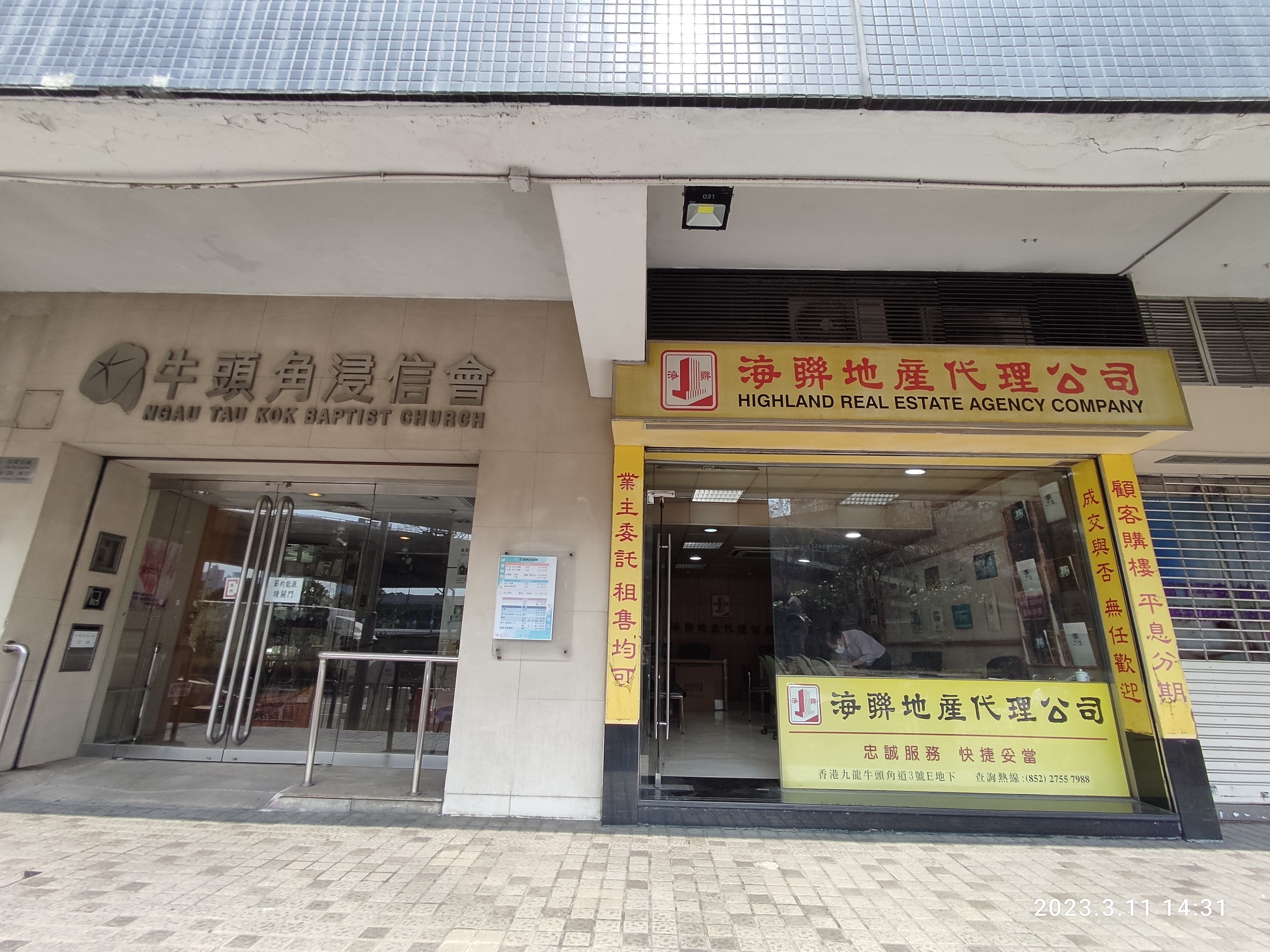

牛頭角浸信會原為香港尖沙嘴浸信會第一間直屬基址，於一九八七年正式成為獨立教會，現址位於牛頭角道三號。

## 歷史
- 1969年尖沙嘴浸信會「擴展聖工委員會」於咸田（藍田）社區中心開設診療所，作為福音站，亦成為「牛頭角浸信會」前身，由陳錦鴻先生任傳道。翌年借用牛頭角聖道幼稚園為聚會點。
- 1971年開始購入定富街堂址，舉行主日崇拜及主日學。崔廣雄先生此時到任，開始傳道。
- 1974年，福音堂正式成立，定於2月20日舉行獻堂崇拜。
- 1977年，福音堂聚會人數已超過一百人。母會决定加建副堂。
- 1978年，鄧活靈牧師到任，副堂亦順利交吉；聖工迅速擴展，青少年團契增至三個。鄧活靈牧師在任「牛浸」五年，確立了浸信會體制，奠下了教會未來發展基礎。
- 1983年，胡逸先生到任。此時多對青年成立家庭，胡逸先生給予適當輔導和鼓勵。
- 1986年，徐彼得牧師到任，訂定長遠目標，構劃了開「基址」藍圖。
- 1987年，「牛福」成立已逾十數載，會友名單接近140人。一切基本條件已備，加上母會同工、執事鼓勵，「牛福」正式提請成立「牛頭角浸信會」。
- 1988年，梁彩燕姑娘到任女傳道，1990年為代主任，翌年為主任傳道。
- 1991年，神學生馬保羅先生到「牛浸」實習，翌年加入「牛浸」作傳道。
- 1993年3月，「牛浸」基址開始於藍田社區中心聚會。由馬保羅先生任基址主任，與接近30名「牛浸」會友展開藍田區福音工作，以細胞小組形式牧養。基址取名為「啟田福音堂」。
- 1995年「啟田福音堂」不斷增長，聚會人數達80多人。
- 1995年11月，「牛浸」母會尖沙嘴浸信會主任廖志勤牧師榮休，「牛浸」理事邀請廖牧師加入「牛浸」事奉行列。
- 1996年6月廖志勤牧師到任後。「牛浸」事工重定方向。制定兩大目標：
  - 1.基址成立教會；
  - 2擴堂。目標確立後，馬上行動。一方面與基址同辦成立事宜，另一方面尋覓新堂址，呼籲會友為擴堂奉獻。
- 1997年8月，「啟田浸信會」成立，同日按立馬保羅先生為牧師，馬保羅牧師亦馬上成為「啟田浸信會」主任牧師。「祖父、祖母」級的尖沙嘴浸信會派來多名同工、執事道賀，同沐主恩。自「牛浸」開基址後，崇拜人數因部分會友轉往基址而下降至90人。隨後神逐漸將得救人數加添給「牛浸」。到1998年初，崇拜聚會人數已達140人，主日學也達至60人。
- 2000年中，在神的恩手帶領下，「牛浸」在牛頭角得寶花園購得戲院一間，並徹底改裝為教會堂所。新堂址面積約為一萬平方呎，禮堂寬敞，可容納會眾350人。2002年4月14日為新堂奉獻典禮，約500名會眾一起數算主恩，為「牛浸」一大盛事。
- 2001年9月起連達傑牧師出任主任牧師後，隨即與眾牧者、同工、理事及弟兄姊妹共同努力，尋求教會的轉型與更新。2004年5月，崇拜人數已穩定有二百七十人（包括成年、青少年及兒童），而參加主日學、栽培班及生命小組的人數各也超過一百人。
- 2004年10月林海盛牧師到任接續主任牧師一職，繼續帶領「牛浸」於社區之服侍。教會於2005年中開始思想分堂崇拜，並於2006年中實行。至2007年初崇拜總人數超過四百人，並開始思想教會在社區的使命，開始草擬使命宣言。